# 크로아티아의 국장
크로아티아 공화국의 국장(크로아티아어: Grb Republike Hrvatske)은 하나의 주 방패와 주 방패 위에 왕관을 이루는 다섯 개의 작은 방패로 구성되어 있다. 주 문장은 13개의 붉은색과 12개의 흰색 필드로 구성된 체커판이다(블레이존에서는 "25개의 붉은색과 은색으로 된 체크무늬"라고 불린다). 크로아티아어로는 비공식적으로 샤호브니차("체스판", šah, "체스"에서 유래)라고도 알려져 있다. 다섯 개의 작은 방패는 크로아티아 내의 다섯 가지 다른 역사적 지역을 나타낸다. 크로아티아의 문장 상징으로서의 체커판은 15세기 후반에 도입되었으며, 공식적으로는 1527년 체틴 의회 선거 이후 크로아티아-달마티아 왕국의 원래 문장을 대체했다.

## 공식 설명
크로아티아 법은 국장을 다음과 같이 설명한다.
크로아티아 공화국의 국장은 방패 모양의 역사적 크로아티아 국장으로, 가로와 세로로 두 번 나뉘어 스물다섯 개의 붉은색과 흰색(은색) 필드로 구성되어 있으며, 왼쪽 상단 모서리의 첫 번째 공간은 붉은색이다. 방패 위에는 다섯 개의 뾰족한 왕관이 약간 구부러져 있으며, 그 끝이 방패의 왼쪽 상단과 오른쪽 상단 부분과 연결되어 있다. 왕관 안에는 역사적 크로아티아 문장을 담은 다섯 개의 작은 방패가 왼쪽에서 오른쪽으로 다음 순서로 배열되어 있다. 각각 가장 오래된 것으로 알려진 크로아티아 문장, 두브로브니크 공화국, 달마티아, 이스트라, 슬라보니아의 문장이다. 주 방패의 필드 높이 대 왕관의 작은 방패 높이의 비율은 1:2.5이고, 주 방패의 필드 너비 대 왕관의 작은 방패 너비의 비율은 1:1이다. 가장 오래된 것으로 알려진 크로아티아 문장은 연한 파란색 필드에 노란색(황금색) 육각별과 흰색(은색) 초승달이 있는 방패를 포함한다. 두브로브니크 공화국의 문장은 파란색 필드에 두 개의 붉은 막대가 있는 방패를 포함한다. 달마티아 문장은 연한 파란색 필드에 세 개의 노란색(황금색) 왕관을 쓴 사자 머리를 포함한다. 이스트라 문장은 파란색 필드에 붉은 발굽과 뿔을 가진 왼쪽을 향하는 노란색(황금색) 염소를 포함한다. 슬라보니아 문장은 연한 파란색 필드에 두 개의 수평 흰색(은색) 막대가 있고, 막대 사이에는 붉은색 필드가 있으며, 그 위에 담비가 왼쪽으로 기어간다. 상단 연한 파란색 필드에는 노란색(황금색) 육각별이 있다. 국장은 붉은색으로 둘러져 있다.
그러나 최근 학술 출판물에 따르면 일부 정보는 변경되어야 한다.

## 역사

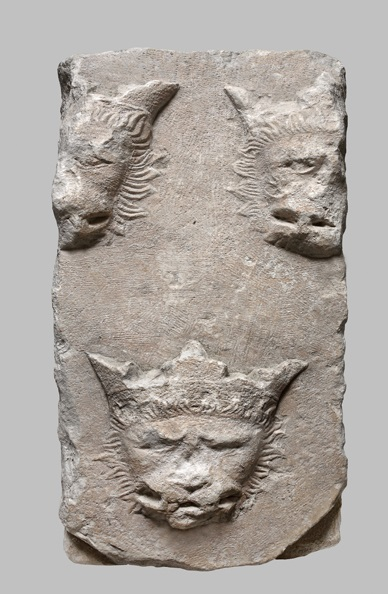
14세기 크로아티아-달마티아 왕국의 문장. 시베니크크닌주의 브리비르에서 출토되었으며, 당시 슈비치 가문의 본거지였다.

현 크로아티아의 문장은 15세기 후반에야 등장한 것으로, 크로아티아 최초의 문장이 아니다. 크로아티아 최초의 문장은 세 개의 표범 또는 사자 머리를 특징으로 했으며, 15세기 후반부터는 달마티아의 문장과 관련되기 시작했다. 이 시기에 나폴리의 라디슬라오가 달마티아를 베네치아 공화국에 매각하고 오스만 제국의 보스니아 헤르체고비나 정복 및 크로아티아를 정복하면서 크로아티아 영토는 해체되기 시작했으며, 이로 인해 크로아티아, 달마티아, 슬라보니아를 위한 별도의 문장이 등장했다(그러나 이들 모두는 전반적으로 크로아티아-달마티아 왕국을 대표했다).
15세기 이후 여러 문장집에는 세 개의 사람 머리, 세 마리의 달리는 개("바람 개"를 연상시키는 독일어 "Winden"으로 슬라브인을 부르기도 했기 때문), 검을 휘두르는 팔(원래는 흐르보예 부크치치 흐르바티니치의 것, 이후 주로 보스니아 헤르체고비나의 문장과 관련됨) 등 다른 희귀한 변형도 존재했다. 때로는 당시 가장 강력한 크로아티아 귀족 가문 중 하나였던 프란코판 가문의 문장도 크로아티아 왕국의 문장으로 식별되었다.

### 크로아티아 체커판
체커판의 크기는 3×3에서 8×8까지 다양하지만, 현재 디자인처럼 5×5가 가장 일반적이다. 역사적으로 첫 번째 칸은 주로 흰색이었고 마지막 칸은 붉은색이었지만, 19세기까지 공식적인 표준화와 설명이 없었기 때문에 다른 예시도 존재했다.

#### 의미
19세기 크로아티아에서 민족 부흥이 일어난 이후, 세 개의 표범/사자 머리를 가진 가장 오래된 크로아티아 문장은 이탈리아-달마티아의 민족통합주의자 자치당에 의해 전용되었고, 이로 인해 체커판 문장이 선호되는 크로아티아의 국가 상징이 되었다. 이에 따라 그 오랜 역사를 찾아 증명할 필요성이 제기되었고, 결과적으로 초기 중세 기원에 대한 조작이 이루어졌다. 한 전통에 따르면 이것은 10세기에 스테판 드르지슬라브의 문장이었다고 한다. 페타르 크레시미르 4세(재위 1058–1074/5) 시대의 스플리트 석회 세례반에는 날개에 체커판과 비슷한 것을 짊어진 매가 새겨져 있으며, 중세 유란도르 성 루치아 교회의 종탑에는 체커판 무늬가 새겨져 있다. 전통적으로 이 색깔이 원래 적크로아티아와 백크로아티아를 나타낸다고 추측되었으나, 이를 뒷받침할 역사적 증거는 없다.
최근 현대 학자들은 크로아티아 체커판 문장(CoA)이 아마도 합스부르크가의 영향으로 만들어졌으며, 표범/사자 머리가 있는 첫 번째 CoA를 대체했다고 주장한다(그것은 달마티아에 귀속되었고, 한편 베네치아령 달마티아에서는 성 마르코의 사자로 대체되었다). 붉은색-흰색 필드의 체커판은 당시 유행하던 양식에 따라 기독교의 성벽으로서 벽과 요새를 나타낸다.

#### 사용
체커판 문장(šahovnica)은 1495년 인스브루크 탑에 있는 오스트리아 대공 막시밀리안 1세의 문장을 묘사한 것에서 헝가리와 동군연합을 이룬 크로아티아 왕국의 장식 상징으로 처음 확인되었으며, 이탈리아 볼차노의 도미니코 교회에서도 15세기 후반의 것이 발견된다. 1426년 이반 6세 프란코판을 섬긴 스웨덴 귀족 하인드릭 크리스티에른손과 1491년 센의 귀족 루도비크 페로비치가 센 성모 승천 공동 대성당에서 사용한 것과의 유사성도 있을 수 있다. 이는 체팅그라드 헌장에 찍힌 인장에 공식적으로 나타났는데, 이 헌장은 1527년 오스트리아 대공 페르디난트 1세가 새로운 크로아티아 국왕으로 선출된 것을 확인하는 문서였다.
중세 후기에 이르러 세 개의 왕령(크로아티아, 달마티아, 슬라보니아)에 대한 구분이 이루어졌다. 샤호브니차는 크로아티아 본토의 문장으로 사용되었고, 슬라보니아와 달마티아의 방패와 함께 오스트리아-헝가리 전체의 크로아티아를 대표하는 데 자주 사용되었다. 이는 크로아티아 왕국의 비공식 문장으로 1848년에 채택되었고, 1868년 이후 크로아티아-슬라보니아 왕국의 공식 문장으로 사용되었다(둘 다 비공식적으로는 삼위일체 왕국으로 알려짐). 두 문장은 샤호브니차와 달마티아 문장의 위치가 바뀌고 방패 위에 다른 왕관이 사용된다는 점을 제외하고는 동일하다. 후자는 성 이슈트반 왕관(헝가리 국왕과 관련됨)을 사용했다.
19세기 말까지 샤호브니차는 크로아트인과 크로아티아의 일반적으로 인정되는 상징으로 여겨졌고, 1919년에는 크로아트인을 대표하기 위해 세르브인, 크로아트인, 슬로벤인 왕국(후에 유고슬라비아 왕국)의 문장에 포함되었다. 크로아티아 바노비나가 형성되었을 때, 샤호브니차(붉은색과 은색 체크무늬)는 공식 상징으로 유지되었다.
제2차 세계 대전 중 크로아티아를 통치했던 우스타샤 정권은 그들의 통치 기간 동안 샤호브니차(왼쪽 상단 흰색 사각형) 위에 또는 주변에 그들의 이념적 상징인 "U" 글자를 덧붙여 공식 국가 상징으로 사용했다.
제2차 세계 대전 이후, 새로운 크로아티아 사회주의 공화국은 연방 두 번째 유고슬라비아의 일부가 되었다. 샤호브니차는 새로운 사회주의 문장에 포함되었다. 이것은 농민을 위한 밀과 노동자를 위한 모루, 새로운 아침을 상징하는 떠오르는 태양, 그리고 공산주의를 위한 붉은 별과 같은 상징을 포함하는 사회주의 전통에 따라 디자인되었다.
크로아티아의 다당제 선거로의 변화(1980년대 후반 동유럽의 공산주의 붕괴의 일환으로)가 일어나고 현재의 디자인이 확립되기 전에, 제2차 유고슬라비아 시대의 크로아티아의 특징이었던 공산주의 상징을 벗어던진 샤호브니차는 '왼쪽 상단 빨간색'과 '왼쪽 상단 흰색' 변형으로 독립된 상징으로 다시 나타났다. '왼쪽 상단 빨간색' 또는 '왼쪽 상단 흰색'의 선택은 종종 문장학적 법률과 미학적 요구 사항에 따라 결정되었다.
첫 번째 칸이 흰색인 변형은 크로아티아 공화국에서 채택되어 1990년에 잠시 사용되었다. 1990년 6월 26일에 발효된 헌법 개정에 따라 크로아티아 사회주의 공화국 국기의 붉은 별은 "25개의 붉은색과 흰색 필드가 있는 역사적인 크로아티아 문장"으로 대체되어야 했지만, 필드의 순서는 명시되지 않았다. 첫 번째 칸이 흰색인 변형은 7월 25일 공식 국기 게양식에 사용되었고, 이후 12월 21일 현재 문장이 공식적으로 채택될 때까지 첫 번째 칸이 붉은색인 변형과 함께 간헐적으로 사용되었다.

## 현재 디자인
1990년 12월 21일, 크로아티아의 탈사회주의 정부는 당시 자그레브 대학교 철학학부 크로아티아 역사학과장이었던 닉샤 스탄치치가 이끄는 위원회의 지휘 아래 화가이자 그래픽 아티스트 미로슬라브 슈테이가 제작한 디자인을 규정하는 법률을 통과시켰다. 새로운 디자인은 크로아티아의 역사적 문장을 나타내는 다섯 개의 왕관 방패를 추가했으며, 그 중 네 개는 크로아티아의 지역을 나타낸다. 왼쪽에서 오른쪽 순서로 다음과 같다:
|  |  | (오류로) 크로아티아를 나타내는 가장 오래된 문장으로 간주되는 것: 청색 하늘, 초승달 위에 황금색 육각별 – 파란색 방패에 은색 초승달 위에 황금색 육각별(새벽별을 나타냄). 이 상징의 가장 오래된 예시는 언드라시 2세가 크로아티아 공작(라틴어: Dux Croatiae)으로서 발행한 크로아티아 프리차티크 동전의 앞면에서 발견된다. 이러한 동전에는 표범/사자 머리 또는 전체 동물이 그려져 있기도 했다. 초승달과 별 상징은 당시 유럽에서 흔했으며, 이전에 잘츠부르크 대주교들이 프리에자흐에서 주조한 동전(이 때문에 이름이 유래됨)에서 차용되었다. 이 상징들은 중세 시대에 크로아티아 국장으로서의 관련성과 중요성을 가지지 않았다. 전통적으로 이 문장은 19세기 요시프 옐라치치의 삼위일체 왕국 국기처럼 붉은색(적색) 바탕에 묘사되었다. 16세기부터 일리리아 문장집은 크로아티아뿐만 아니라 일반적으로 남슬라브 지역인 "일리리아"와 관련되었고, 파바오 리터 비테조비치의 스테마토그라피아 (1701)와 19세기 일리리아 운동 동안 특히 두드러졌다. 이것이 크로아티아를 대표하는 가장 오래된 문장이라는 것은 흔한 오해이며, 19세기 민족 부흥 이후에야 그렇게 여겨졌다. |
|  |  | 라구사 공화국 지역 – 두브로브니크의 문장: 청색, 붉은색 막대 두 개 – 어두운 파란색 방패에 두 개의 붉은 줄무늬. 이것은 네 개의 줄무늬 대신 두 개의 붉은 막대가 있는 두브로브니크의 문장의 단순화된 변형으로, 14세기부터 라구사 공화국에서 사용되었다. 원래 문장은 아르파드 왕조의 옛 문장으로, 1358년 러요시 1세가 두브로브니크 공화국이 헝가리-크로아티아 국왕의 봉신이 되면서 수여했다. 붉은색-파란색 변형은 원래 문장의 흰색 선 안에 있던 템플릿(장식) 선에 대한 1950년대의 해석에서 유래했다. |
|  |  | 달마티아 지역 – 달마티아의 문장: 청색 하늘, 세 개의 표범 머리가 정면을 향해 황금색으로 장식되고 황금색 왕관을 쓴 모습 – 파란색 방패에 황금색 왕관을 쓴 세 개의 문장학적 표범 머리가 두 개 위에 하나씩 배열되어 있다. 왕관에 묘사된 버전은 이 문장의 전통적인 묘사와 다르다: 전통적으로 표범은 울부짖고 혀가 나와 있으며, 방패의 색깔은 청색 하늘이 아닌 문장학적 청색이다. 역사적으로 이것은 크로아티아 왕국(및 달마티아)을 대표하는 첫 번째이자 가장 오래된 문장으로, 적어도 13세기부터 사용되었다. 공식적으로 기록된 첫 사용은 러요시 1세 국왕과 그의 딸 마리어 여왕이 그들의 개인 문장의 일부로 초기 버전의 문장을 사용한 것으로 거슬러 올라간다. 1526년까지 이 문장은 러요시 1세, 마리어, 마차시 1세, 러요시 2세 등 여러 국왕의 문장에 사용되었다. 또한 룩셈부르크의 지기스문트, 알브레히트 2세, 서포여이 야노시, 페르디난트 1세의 대인장에서도 발견되며, 그 이후부터 합스부르크 가문의 다양한 인장과 문장에 사용되었다. 원래 문장은 붉은색 바탕에 세 마리의 사자 머리가 왼쪽을 향하고 있었다. |
|  |  | 이스트라반도 지역 – 이스트리아의 문장: 청색, 황금색으로 서 있는 염소(수염소), 붉은색 발굽과 뿔 – 어두운 파란색 방패에 붉은색 발굽과 뿔을 가진 황금색 염소(수염소). 염소는 고대부터 이스트라반도와 관련되어 왔다고 한다. 그러나 이 문장의 기원은 불분명하며 19세기까지 이스트라반도의 공식적인 상징은 없었다. 첫 묘사는 17세기 요한 바이크하르트 폰 발바서의 지도와 이후 파바오 리터 비테조비치의 Stemmatographia sive armorum Illyricorum delineatio, descriptio et restitutio (1701)에서 발견된다. 1861년 이스트리엔 변경이 오스트리아 제국의 왕령이 되면서 이 문장이 공식화되었다. 문장의 전통적인 묘사는 작가에 따라 크게 달랐다: 대부분 파란색 바탕에 묘사되었지만 때로는 녹색 바탕에 묘사되기도 했고, 표범의 색상(팅크처) (황금색 또는 붉은색 발굽과 뿔), 표범의 위치 또는 태도 (때로는 앞다리를 들고 지나가는 모습으로, 때로는 네 다리를 모두 땅에 짚고 서 있는 모습으로), 표범의 방향 (때로는 오른쪽으로, 때로는 왼쪽으로 덱스터와 시니스터), 심지어 표범 자체도 암컷 염소와 수컷 염소 등 다양한 변형이 있었다. 문장의 깃발과 현재 이스트라주의 문장으로 사용되는 현재 변형은 모두 휴고 게라르트 스트뢰흘의 1861년 이스트리엔 변경 문장에서 유래했다.                                                                                      |
|  |  | 슬라보니아 지역 – 슬라보니아의 문장: 청색 하늘, 육각별 위에 두 개의 은색 막대가 있는 붉은색 가로줄, 검은색 담비류가 머리 위로 달리는 모습 – 파란색 방패에 두 개의 은색 줄무늬(슬라보니아의 북쪽과 남쪽 경계를 표시하는 드라바강과 사바강을 나타냄) 위에 육각별(새벽별, 그러나 금성 대신 화성), 줄무늬 사이 붉은색 필드에 자연색의 달리는 담비류 (크로아티아어로 쿠나 – 옛 통화인 크로아티아 쿠나 참조). 역사적으로 올바른 문장 버전은 연한 파란색(청색 하늘)이 아닌 문장학적 청색을 사용한다. 이 문장은 1235년부터 1384년 사이에 주조된 슬라보니아 바노바츠 동전에서 발견되는 초기 버전에서 유래했으며, 두 개의 육각별 사이에 달리는 담비가 있는 필드를 보여주었다. 이 문장은 1496년 12월 8일 울라슬로 2세 국왕에 의해 공식적으로 부여되었다. 이것은 원래 문장과 설명을 보존한 유일한 크로아티아 영토로, 오스만 튀르크에 대한 슬라보니아 민족의 영웅적인 방어 덕분에 수여되었으며, "우리 헝가리 왕국의 특별한 방패 또는 오히려 성벽"으로 간주된다. 1515년 슬라보니아 귀족들은 울라슬로의 크로아티아 귀족 지원 요청을 거부했으며, 자신들과 헝가리 남쪽 국경 방어를 위해 받은 문장을 핑계로 삼았다. 1497년부터 슬라보니아 의회의 공식 인장으로 사용되었으며, 1558년부터 19세기 후반까지 통합된 슬라보니아 및 크로아티아 의회의 인장으로 사용되었다. |

더 전통적인 문장학자들은 문장에 왕관을 추가하고, 균일한 필드의 파란색 음영을 다양하게 하며, 문장 주위에 붉은 테두리를 추가하고, 붉은색과 파란색을 함께 사용하는 등 최근의 비정통적인 디자인을 비판해 왔다. 정부는 주의 문장에 대한 추가적인 비전통적인 디자인을 받아들이지 않는다는 점에서 그들의 비판을 수용했지만, 국가 상징은 그대로 유지되었다.
많은 국가와는 달리, 크로아티아 디자인은 크로아티아 국기보다는 문장의 상징을 더 일반적으로 사용한다. 이는 부분적으로 방패의 기하학적 디자인이 많은 그래픽 컨텍스트(예: 크로아티아 항공의 휘장 또는 크로아티아 축구 국가대표팀 유니폼 디자인)에 적합하기 때문이며, 부분적으로 범슬라브색이 많은 유럽 국기에 존재하기 때문이기도 하다.

### 왕관 문장의 역사적 버전
현대 국장에 있는 왕관에 사용된 대부분의 문장은 역사적으로 정확한 버전과 약간 다르다.

"일리리아" 문장 (크로아티아의 가장 오래된 상징으로 오해됨)
두브로브니크의 문장
달마티아의 문장
이스트라반도의 문장
슬라보니아 왕국의 문장

## 갤러리

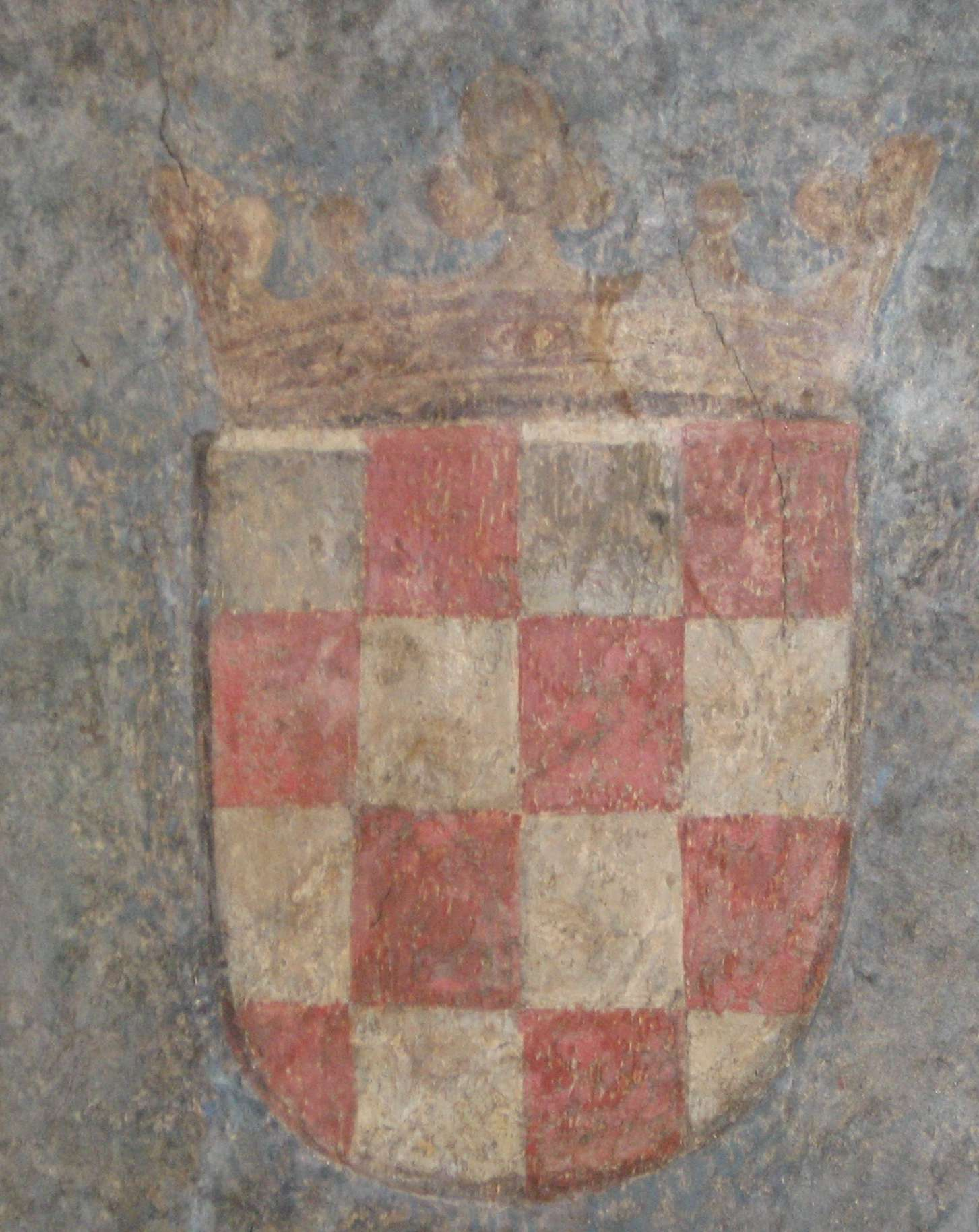
오스트리아 인스브루크에 묘사된 크로아티아 체커판의 첫 번째 알려진 예시 (1495)
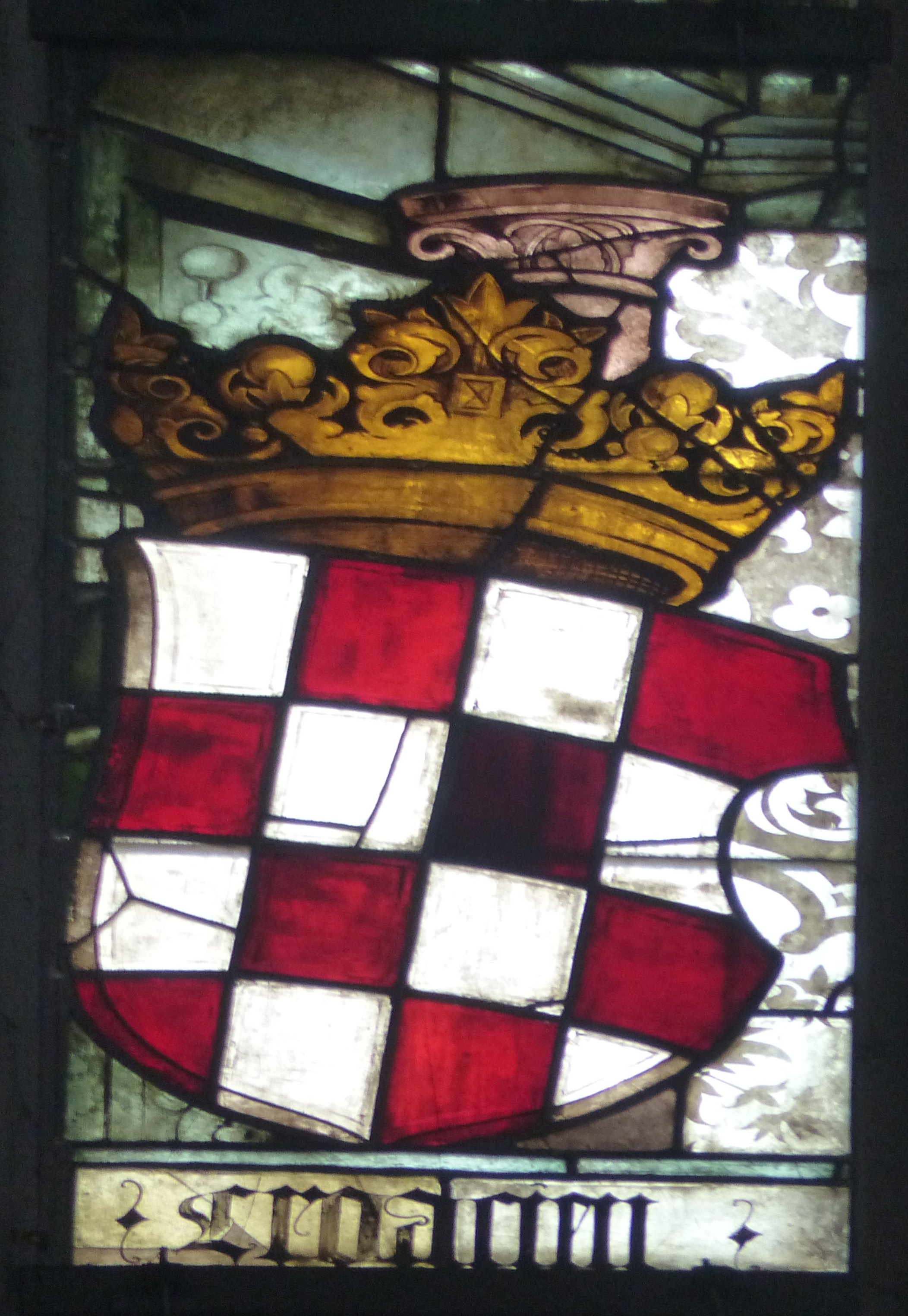
뉘른베르크 성 제발두스 교회에 묘사된 크로아티아 문장 (1514)
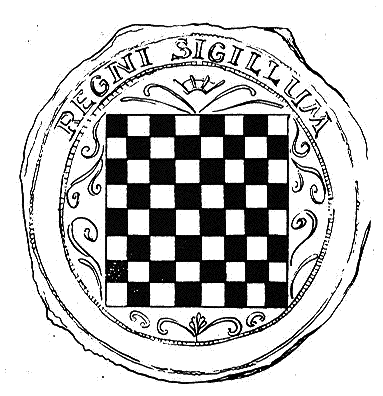
1527년 체팅그라드 헌장 인장의 일부로 사용된 크로아티아 문장
크로아티아 왕국 (1525–1868)
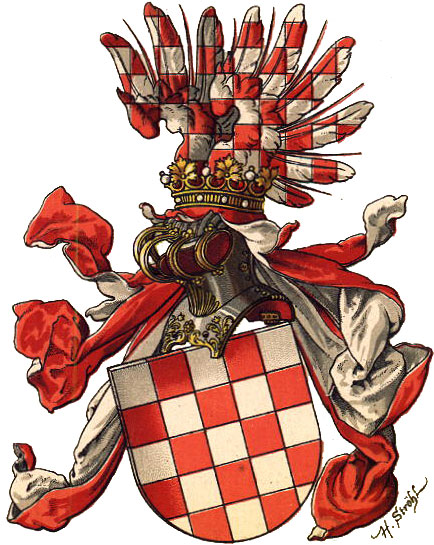
크로아티아 크라운 랜드의 문장 (1868년까지)
크로아티아-슬라보니아 왕국 (1868–1918). 공식 버전은 크로아티아가 성 이슈트반 왕관령의 일부였기 때문에 성 이슈트반의 왕관을 사용했다.
트란슬라이타니아의 문장 (1868–1915)
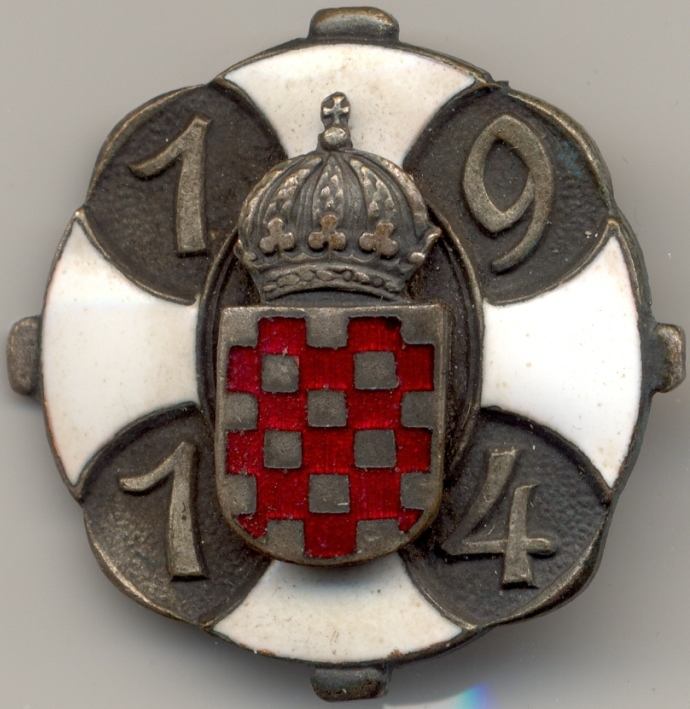
1914년 애국 배지
트란슬라이타니아의 소문장 (1915–1918)
오스트리아-헝가리의 공동 문장 (1915–1918)
오스트리아-헝가리, 소버전 (1916–1918)
크로아티아 문장 (슬로벤인 크로아트인 세르브인국 시기)
유고슬라비아 왕국 (1918–1941)
크로아티아 바노비나 (1939–1941)
크로아티아 독립국 (1941–1945)
ZAVNOH 및 크로아티아 연방국 (1943)
ZAVNOH 및 크로아티아 연방국 (1943–1947)
크로아티아 사회주의 공화국 (1947–1990)
크로아티아 공화국의 초기 문장 (1990)
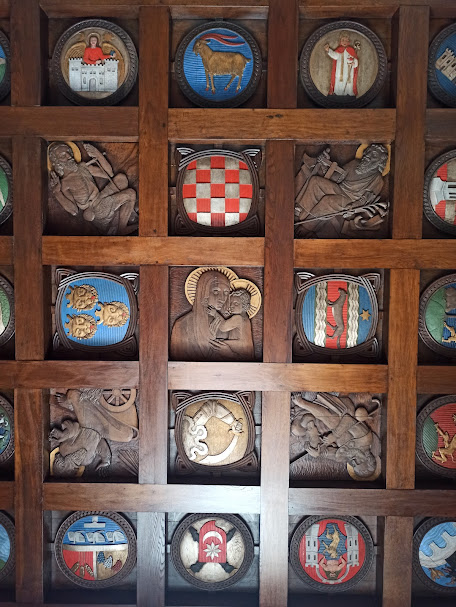
슬례메의 성모, 크로아트인의 여왕 교회에 묘사된 역사적 크로아티아 문장

## 같이 보기
- 크로아티아의 국기